# Noginsk
Noginsk, conegut com Bogorodsk fins al 1930, és una ciutat i el centre administratiu de Noginsky, de l'Oblast de Moscou, Rússia,. Té una població de 103,891 habitants (Cens 2021).

## Economia
La producció industrial de la ciutat és concentra en ceràmica (dos hòldings importants), indústria alimentària, beguda i materials de construcció.

## Punts d'interès
- La fàbrica Bogorodsk-Glukhovo oberta per Savva Vasilyevich Morozov en 1830.
- el monument més vell a Vladimir Lenin (1924)[2]